# جون بيسل كارول
جون بيسل كارول (بالإنجليزية: John Bissell Carroll)‏ هو عالم نفس أمريكي، ولد في 5 يونيو 1916 في هارتفورد في الولايات المتحدة، وتوفي في 1 يوليو 2003 في فيربانكس في الولايات المتحدة.

## حياة مهنية
بعد الانتهاء من تعليمه، كان أول منصب لكارول في كلية ماونت هوليوك (1940-1942). ماري سيرل، التي حصل منها على درجة البكالوريوس. حصل على درجة الدكتوراه في علم النفس من ماونت هوليوك عام 1941، وتزوج كارول بعد التخرج. بعد ماونت هوليوك، قام كارول بالتدريس في جامعة إنديانا (1942-1943)، وجامعة شيكاغو (1943-1944)، وكلية الدراسات العليا في التربية بجامعة هارفارد، (أستاذ روي إي. لارسن للتعليم، 1949-1967) وجامعة نورث كارولينا ، (وليام ر. كينان الابن، أستاذ علم النفس 1974–82، مدير مختبر L. L. Thurstone للقياس النفسي، 1974–79). وكان أيضًا عالمًا نفسيًا في البحرية الأمريكية (1944-1946)، وقسم الجيش (1946-1949)، وخدمة الاختبارات التعليمية (1967-1974).

## وصلات خارجية
- جون بيسل كارول على موقع الموسوعة البريطانية (الإنجليزية)